# Зенович, Юрий Иванович
Ю́рий Ива́нович Зено́вич (около 1450 — после 1516) — государственный деятель Великого княжества Литовского из рода Зеновичей. Был наместником браславским в 1495 году, смоленским в 1507—1508 годах и могилёвским с 1514 года. В 1516 году занял пост маршалка дворного при дворе великого князя Сигизмунда I Старого. Владелец Сморгони, Постав, Глубокого, Чурлён, Вишнева.
В 1495 году находился среди послов великого князя Александра, которые ездили в Москву за княжной Еленой, дочерью Ивана III, будущей женой Александра, а в 1503 году — среди послов ВкЛ на переговорах в Москве.
Был женат на представительнице рода Остиковичей, имел четырёх сыновей: Николая, Юрия, Михаила, Ивана. После 1516 года его имя в документах не встречается.